# Charles Day (Ruderer)
Charles „Chuck“ Ward Day (* 19. Oktober 1914 in Colville, Washington; † 26. Mai 1962 in Seattle, Washington) war ein US-amerikanischer Ruderer.
Charles Day gehörte zusammen mit Jim McMillin und Steuermann Robert Moch zu dem Achter der Washington Huskies, des Sportteams der University of Washington, der 1935 bei den nationalen Achter-Meisterschaften der Intercollegiate Rowing Association gegen das Team der University of California, Berkeley unterlag, 1936 und 1937 gehörte Day zum siegreichen Achter. 1936 qualifizierte sich der Achter der Huskies für die Teilnahme an den Olympischen Spielen in Berlin. Der Achter mit Day, Herbert Morris, Gordon Adam, John White, Jim McMillin, George Hunt, Joseph Rantz, Donald Hume und Steuermann Robert Moch gewann in Berlin vor den Italienern und den Deutschen, wobei alle drei Boote innerhalb einer Sekunde über die Ziellinie ruderten.
Charles Day war Sohn eines Zahnarztes und schloss selber ein Medizinstudium ab. Er war im Zweiten Weltkrieg als Arzt bei der US Navy im Südpazifik. Nach dem Krieg arbeitete er als Gynäkologe. Der einzige Raucher im Achter von 1936 war 1962 der erste aus der Crew, der starb.